# Tepeyacac
Tepeyacac är en ort i Mexiko.   Den ligger i kommunen Zoquitlán och delstaten Puebla, i den sydöstra delen av landet, 260 km sydost om huvudstaden Mexico City. Tepeyacac ligger 1 864 meter över havet och antalet invånare är 173.
Terrängen runt Tepeyacac är kuperad åt sydväst, men åt nordost är den bergig. Tepeyacac ligger nere i en dal. Runt Tepeyacac är det ganska tätbefolkat, med 72 invånare per kvadratkilometer. Närmaste större samhälle är Coxcatlán, 16,8 km väster om Tepeyacac. I omgivningarna runt Tepeyacac växer i huvudsak blandskog.